# Kászem Szolejmáni
Kászem Szolejmáni (perzsául: قاسم سلیمانی, 1957. március 11. – Bagdad, 2020. január 3.) iráni katonatiszt, az iráni Forradalmi Gárda Kodsz Erők nevű különleges egységének parancsnoka volt tábornokként. Széles körű ismertségre tett szert a közel-keleti fegyveres konfliktusokban bizonyított kiemelkedő stratégiai és taktikai képességei miatt.

## Életútja
Szolejmáni 1979-ben, az iráni forradalom során csatlakozott a Forradalmi Gárdához. Az irak–iráni háború veteránjaként vált 1998-ban a külföldi fegyveres tevékenységgel kapcsolatos missziókban résztvevő Kodsz egység vezetőjévé. Az egység által végrehajtott számos titkosszolgálati művelet következtében ragadt rá az „Árnyékparancsnok” név. Bár a politikai vezetők és a térséggel foglalkozó szakértők hamar felfigyeltek háttérből betöltött fontos szerepének jelentőségére, a szíriai polgárháborúig mind Iránban, mind külföldön lényegében ismeretlen maradt a szélesebb közvélemény számára.
Irán 2012-től fogva egyre fokozódó szerepet vállalt Bassár el-Aszad szír elnök katonai támogatásában és az Iszlám Állam elleni iraki fellépésben is. Számos szíriai és iraki katonai hadművelet kitervelését és végrehajtását kötik Szulejmánihoz, többek között a szíriai kuszejri csatát, az iraki Ámirli védelmét és Tikrit Iszlám Állam alóli felszabadítását. Szulejmáni irányította az orosz-iráni szövetség által támogatott szír kormányerők 2015-ös aleppói offenzíváját. Aleppó 2016-ban történő teljes elfoglalásában is szerepet vállalt.

## Halála
Szulejmáni konvoját a Bagdadi Nemzetközi Repülőtérről távozva érte légicsapás egy amerikai MQ-9 Reaper drónból 2020. január 2-a éjjelén, miután repülőn érkezett vissza Damaszkuszból. A támadásban életét vesztette Abu Mahdi al-Muhandisz is, a Hezbollah zászlóaljak parancsnoka.
2024. január 3-án nagyszabású megemlékezést tartottak Szolejmáni sírjánál, amikor több robbanás következett be, s amelyek 84 ember életét oltották ki. A támadást terrorcselekménynek nevezte az iráni kormány.